# 南港鎮區 (明尼蘇達州密爾湖縣)
南港鎮區（英語：South Harbor Township）是位於美國明尼蘇達州密爾湖縣的一個行政鎮區。

## 地方資料
南港鎮區的面積為194.39平方千米，當中陸地面積為55.98平方千米，而水域面積為138.41平方千米。根據2020年美國人口普查的數據，當地共有人口836人，而人口密度為每平方千米4.3人。